# Virtua Racing
Virtua Racing (V.R.) — видеоигра, аркадный симулятор автогонок на «формулоподобных» болидах, разработанный студией Sega AM2, подразделением компании Sega, и выпущенный в октябре 1992 года в виде аркадного игрового автомата (платформа Sega Model 1).
Игра стала первой полностью трёхмерной полигональной гоночной игрой компании, которая ранее активно использовала технологию масштабирования спрайтов. Изначально она разрабатывалась как тест для новой аркадной платформы Model 1, но впоследствии была развита в коммерческую игру.
Игра получила широкое признание публики и была одной из самых коммерчески успешных аркадных игр 1992 и 1993 годов. Virtua Racing до сих пор считается одной из самых инновационных игр всех времён, так как именно она привнесла 3D-графику в общие массы. Впоследствии игра была портирована на ряд домашних игровых консолей.

## Игровой процеес

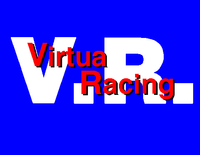
Скриншот аркадной версии игры

Virtua Racing представляет собой аркадный гоночный симулятор, целью которого является прийти первым на всех трассах, управляя машиной класса «Формула-1». Игрок может выбрать между ручной или автоматической КПП; в зависимости от того, какая передача была выбрана, будет разниться максимальная скорость автомобиля. В игре имеется ограниченное время, его можно восполнить, проезжая через специальные контрольные точки, раставленные по всей трассе. Если же игрок не успеет вовремя доехать до контрольной точки или финиша, то игра заканчивается, и игроку придётся начинать всё заново. После того, как игрок дойдёт до финишной черты, ему предложат ввести свои инициалы, после чего данные об игроке выносится на определённое место в таблицу лидеров. В игре имеется многопользовательский режим, в котором могут принять участие до 8 игроков (по кабинке на каждого) одновременно.
Оригинальная аркадная версия имеет всего три трассы, разделённые по сложности: лёгкий уровень — «Большой лес (Big Forest)», средний уровень — «Бэй Бридж (Bay Bridge)», сложный уровень — «Акрополь (Acropolis)». Каждый уровень имеет свою особенность, например, парк аттракционов в «Большом лесу», мост в «Бэй Бридж», или крутой поворот в «Акрополе». В большинстве домашних версиях добавлялись новые трассы.
В игре имеется возможность менять вид камеры на четыре возможных по нажатию определённой кнопки. Данная функция именуется как «система вида V.R.». Эта механика в дальнейшем была использована в большинстве других аркадных гоночных игр Sega, таких как, например, Daytona USA.
Virtua Racing является одной из первых игр, использующих широкоформатное соотношение сторон экранов 16:9, однако данная особенность получила распространение лишь в расширенной версии игры Deluxe, также известной как V.R. DX.
Версия автомата Virtua Formula представляет собой полную реплику автомобиля «Формулы-1» с гидравлическим приводом. Она также переняла все улучшения с Deluxe-версии игры. На верх кабинок, соединённых вместе, мог прикрепляться дополнительный монитор, на котором гонка наблюдалась с высоты птичьего полёта, а персонаж Вирт Макполигон комментировал происходящее. Вирта позже включили в версию Nintendo Switch в качестве комментатора при просмотре записанных игроком демо.

## Версии для домашних консолей

### Sega Mega Drive/Genesis
Из-за сложности архитектуры игрового автомата Model 1, версия для домашних консолей казалась маловероятной до 1994 года, когда была создана конструкция картриджа, включающая процессор Sega Virtua (SVP) на дополнительном чипе, чтобы создать версию для Mega Drive/Genesis. Он был очень дорог в производстве, из-за этого цена на картридж была очень высокой: $100 в США и ₤70 в Великобритании.
Игра отображает 9000 полигонов в секунду с чипом SVP, что значительно больше, чем возможности стандартной консоли. Игра несовместима с переизданием консоли от 1998 года компании Majesco и не будет работать на консолях в связке с 32X.
Данная версия была перевыпущена в 2022 году, став одной из 60 предустановленных игр для мини-консоли Sega Mega Drive Mini 2.

### 32X
Версия для Sega 32X, также известная, как Virtua Racing Deluxe, была выпущена в 1994 году. Она была ближе к оригиналу и включала в себя 2 дополнительных автомобиля классов «Nascar» и «Прототип», и 2 новые трассы: «Highland» и «Sand Park».

### Sega Saturn
Версия для Sega Saturn, ранее известная как Virtua Racing Saturn, была выпущена в 1995 году. Разработала и опубликовала её компания Time Warner Interactive. Релиз Saturn имеет саундтрек, который можно слушать в любом CD-плеере. Эта версия включает в себя 7 новых трасс и 4 новых автомобиля. Так же присутствует режим Гран-При, где игроки управляют разными автомобилями и трассами и зарабатывают очки.

### PlayStation 2
Ремейк игры под названием Virtua Racing: FlatOut был выпущен для PlayStation 2 под лейблом Sega Ages 2500. В Японии он был выпущен в 2004 году, а в Северной Америке и Европе — в 2005 году в составе коллекции Sega Classics Collection под своим обычным названием Virtua Racing. В игру включены три новые трассы и четыре новых автомобиля.

### Nintendo Switch
Оригинальная версия с аркадных автоматов была портирована на Nintendo Switch японской компанией M2 и выпущена под лейблом Sega Ages 24 апреля 2019 года в Японии и 27 июня этого же года по всему остальному миру только в цифровом виде. Данная версия предлагает множество улучшений по сравнению c аркадной версией, среди них: увеличенная частота кадров до 60 к/с (против 30 в аркадной версии), нативное разрешение в 1080p (720p в портативном режиме), режим записи демо, режим помощи для неопытных игроков и сетевой мультиплеер. Также, в игру вернули Вирта Макполигона, комментатора, который до этого появлялся только на отдельном мониторе при соединении двух или более аркадных автоматов Virtua Formula. Данная версия не включает в себя дополнительный контент из версий для 32X и Sega Saturn.